# Spilomyia transcaucasica
Spilomyia transcaucasica är en tvåvingeart som beskrevs av Kuznetzov 1997. Spilomyia transcaucasica ingår i släktet trädblomflugor, och familjen blomflugor. Inga underarter finns listade i Catalogue of Life.